# Старокакерлинское сельское поселение
Старокакерлинское се́льское поселе́ние — муниципальное образование в Дрожжановском районе Татарстана Российской Федерации.
Административный центр — село Старые Какерли.

## История
Статус и границы сельского поселения установлены Законом Республики Татарстан от 31 января 2005 года № 21-ЗРТ «Об установлении границ территорий и статусе муниципального образования "Дрожжановский муниципальный район" и муниципальных образований в его составе».

## Население
| 2002  | 2010  | 2011  | 2012  | 2013  | 2014  | 2015  |
| ----- | ----- | ----- | ----- | ----- | ----- | ----- |
| 1496  | ↘1367 | ↘1362 | ↘1339 | ↘1318 | ↘1297 | ↘1258 |
| 2016  | 2017  | 2018  |       |       |       |       |
| ↘1226 | ↘1209 | ↘1162 |       |       |       |       |

## Состав сельского поселения
| № | Населённый пункт | Тип населённого пункта       | Население |
| - | ---------------- | ---------------------------- | --------- |
| 1 | Старые Какерли   | село, административный центр | 1239      |
| 2 | Татарские Тюки   | деревня                      | 253       |